# Stronie (powiat limanowski)

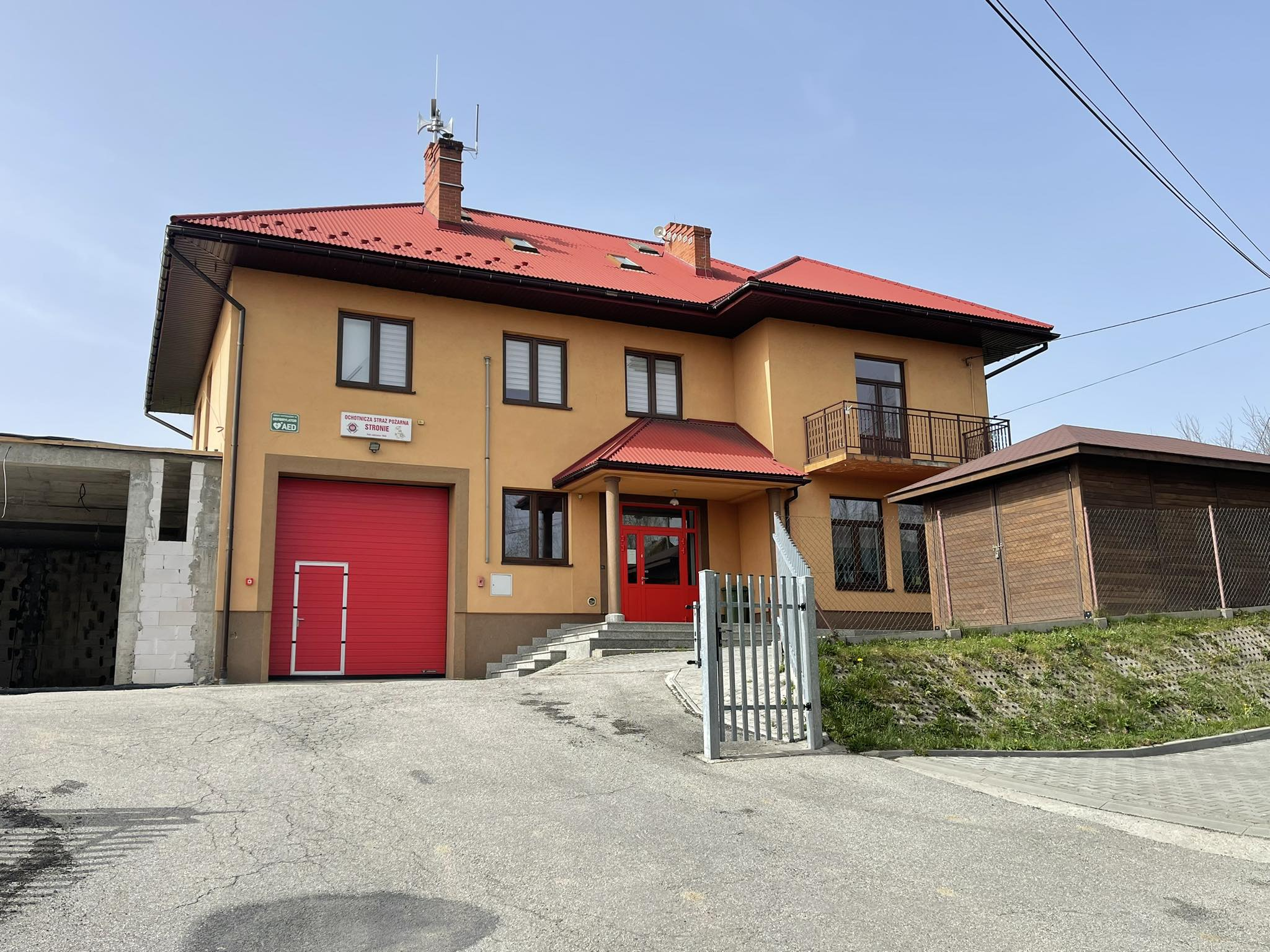
Remiza Ochotniczej Straży Pożarnej w Stroniu

Stronie – wieś w Polsce położona w województwie małopolskim, w powiecie limanowskim, w gminie Łukowica. Wieś zamieszkiwana jest przez 1142 osoby.
W latach 1975–1998 miejscowość należała administracyjnie do województwa nowosądeckiego.

## Geografia
Wieś położona 3 km na wschód od siedziby gminy, w dolinie Słomki (lewy dopływ Dunajca), na pograniczu Beskidu Wyspowego i Kotliny Sądeckiej, na wysokości 400–580 m n.p.m.
Graniczy od zachodu z Łukowicą, od północy Przyszową, od południa ze Świdnikiem i Owieczką, od wschodu z gminą Podegrodzie (Długołęka-Świerkla, Mokra Wieś) w powiecie nowosądeckim.

## Integralne części wsi Stronie[5][6]
| SIMC    | Nazwa        | Rodzaj     |
| ------- | ------------ | ---------- |
| 0449504 | Dobra Woda   | część wsi  |
| 0449510 | Golcówki     | część wsi  |
| 0449527 | Krakowiec    | część wsi  |
| 0449533 | Królówki     | część wsi  |
| 0449540 | Niwka        | część wsi  |
| 0449556 | Pod Dąbrową  | część wsi  |
| 0449562 | Podbrzezia   | część wsi  |
| 0449579 | Podkrakowiec | część wsi  |
| 0449585 | Rola         | część wsi  |
| 0449591 | Szachty      | część wsi  |
| 0449600 | Wolica       | część wsi  |
| 0449616 | Wzory        | część wsi  |
| 0449622 | Zagórów      | przysiółek |

## Historia
Wieś wspominana była jako Strone w dokumentach z 1313 i 1325 roku. Według Jana Długosza w Liber beneficiorum... z ok. 1475 roku, Stronie była wsią rycerską, której dziedzicem wówczas był Jan Wernyk (lub Stroński)herbu Janina. Wieś podlegała parafii w Podegrodziu. Wiek później (1581) Stronie było własnością Sebastiana Strońskiego herbu Doliwa. Wolica (obecnie część Stronia) miała 3 właścicieli: do Stanisława Rogowskiego należała tzw. Wola Strońska, druga część do wspomnianego S. Strońskiego. Część zwaną Wolą Królewską dzierżawił podstoli krakowski Stanisław Garnysz.
W czasach autonomii galicyjskiej Stronie z Wolicą tworzyły gminę powiatu limanowskiego, a kościelnie podlegały parafii w Przyszowej.
W latach 1859–1861 wieś dzierżawił Szczęsny Morawski, ceniony później historyk Sądecczyzny.
W latach 80. XIX w. wieś liczyła 591 mieszkańców, w tym 14 Żydów, było 90 domów (70 w Stroniu, 14 w Wolicy i 6 na tzw. obszarze dworskim). Wspomniany obszar dworski (244 morgi roli, 18 mórg łąk, 100 mórg pastwisk i 130 morgów lasu) należał do rodziny Marszałkowiczów aż do 1928.
Po reformie administracyjnej z 1933 Stronie należały do gminy zbiorowej w Łukowicy. W latach 1955–1972 były gromadą GRN w Przyszowej, a od 1973 są sołectwem gminy Łukowica.

## Edukacja
W miejscowości swoją siedzibę ma szkoła podstawowa im. Adama Mickiewicza.

## Ochotnicza straż pożarna
OSP w Stroniu to jednostka działająca poza strukturami krajowego systemu ratowniczo-gaśniczego. Jednostka posiada na swoim wyposażeniu samochód ratowniczo-gaśniczy GBA marki MAN 18.232, który został przekazany w 2019 roku z jednostki OSP Przyszowa. W styczniu 2023 roku do OSP Stronie trafił lekki samochód ratowniczy Lublin z OSP Jastrzębie.

## Komunikacja
W Stroniu krzyżują się drogi powiatowe 1545K Podegrodzie - Mokra Wieś - Jastrzębie oraz 1579K Siekierczyna - Naszacowice.
Z Nowego Sącza do Stronia i z powrotem kursuje linia nr 34 MPK Nowy Sącz. W dni robocze jest to kilkanaście par kursów od godzin porannych do późnego wieczora, są również kursy w soboty oraz niedziele i święta. Natomiast połączenie z Limanową i Łukowicą realizuje prywatny przewoźnik.

## Galeria zdjęć

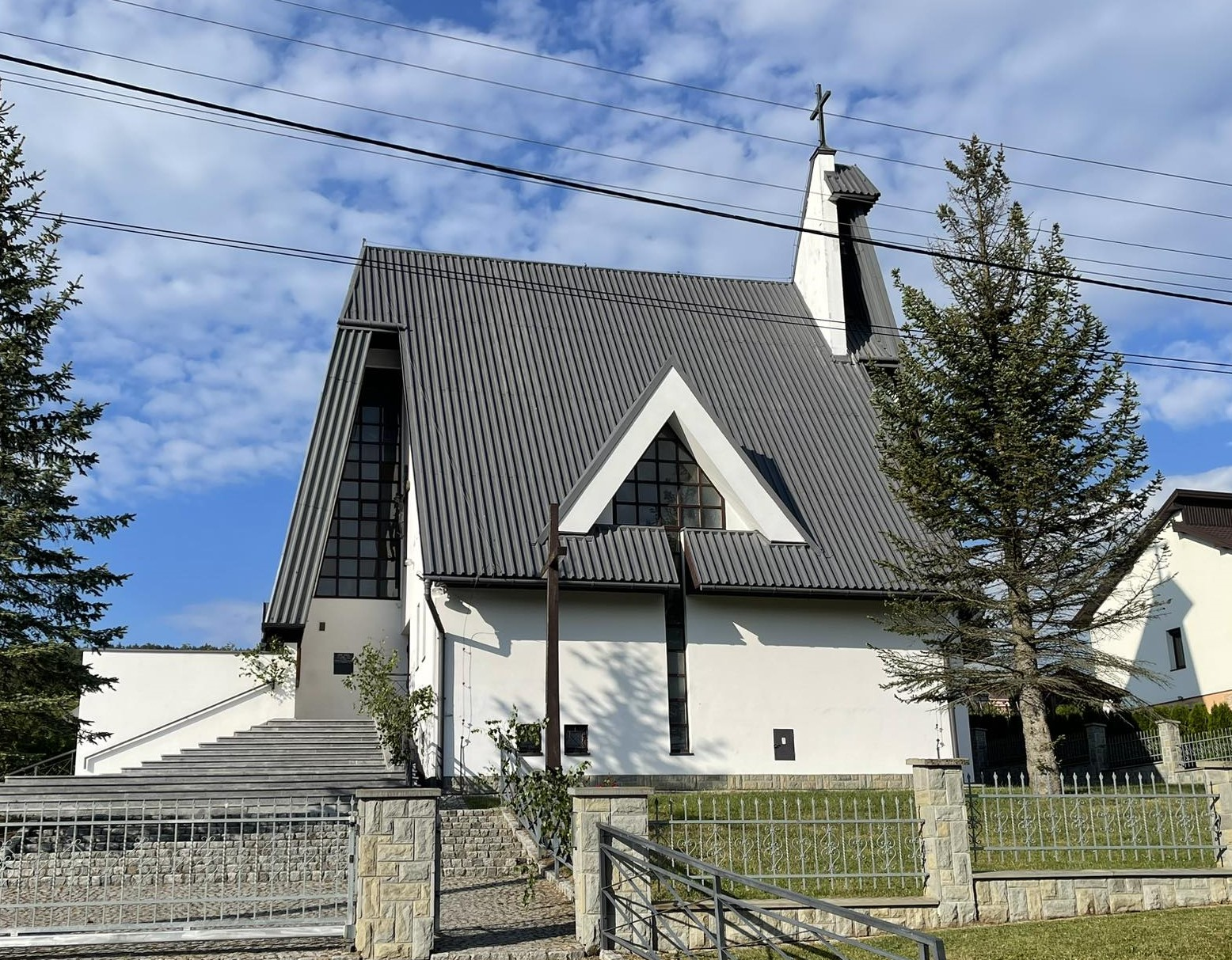
Kaplica
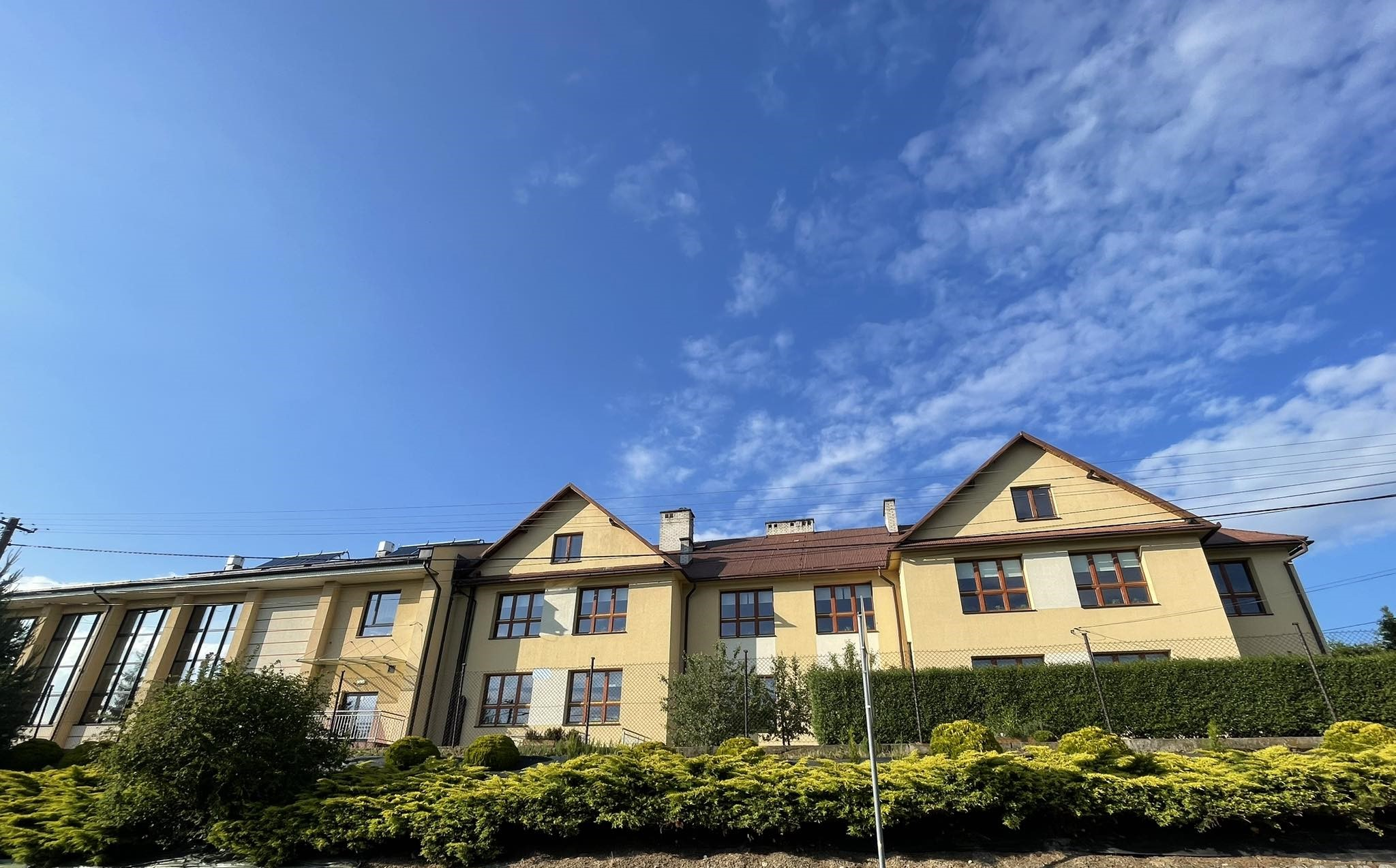
Szkoła podstawowa
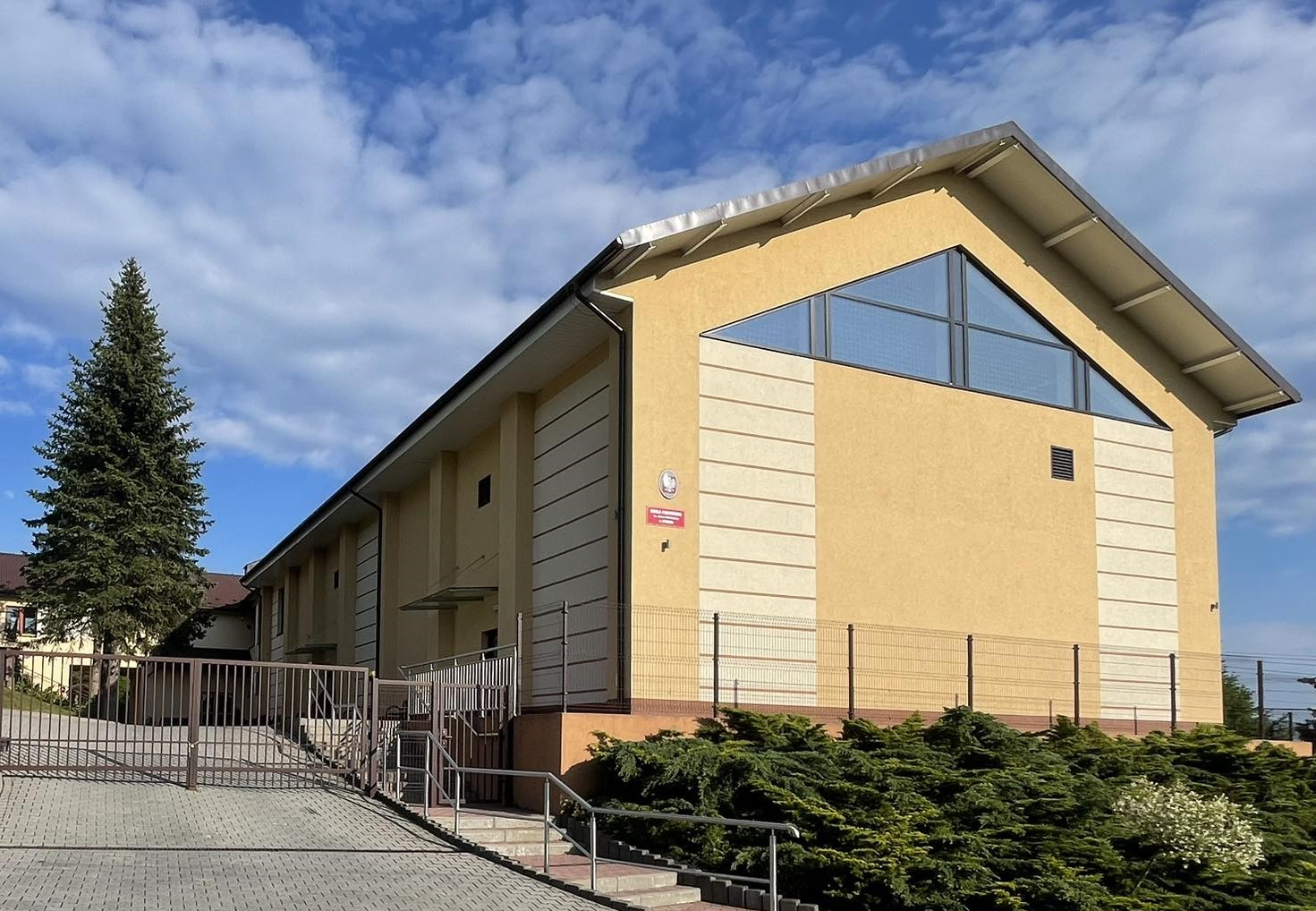
Hala sportowa przy szkole podstawowej
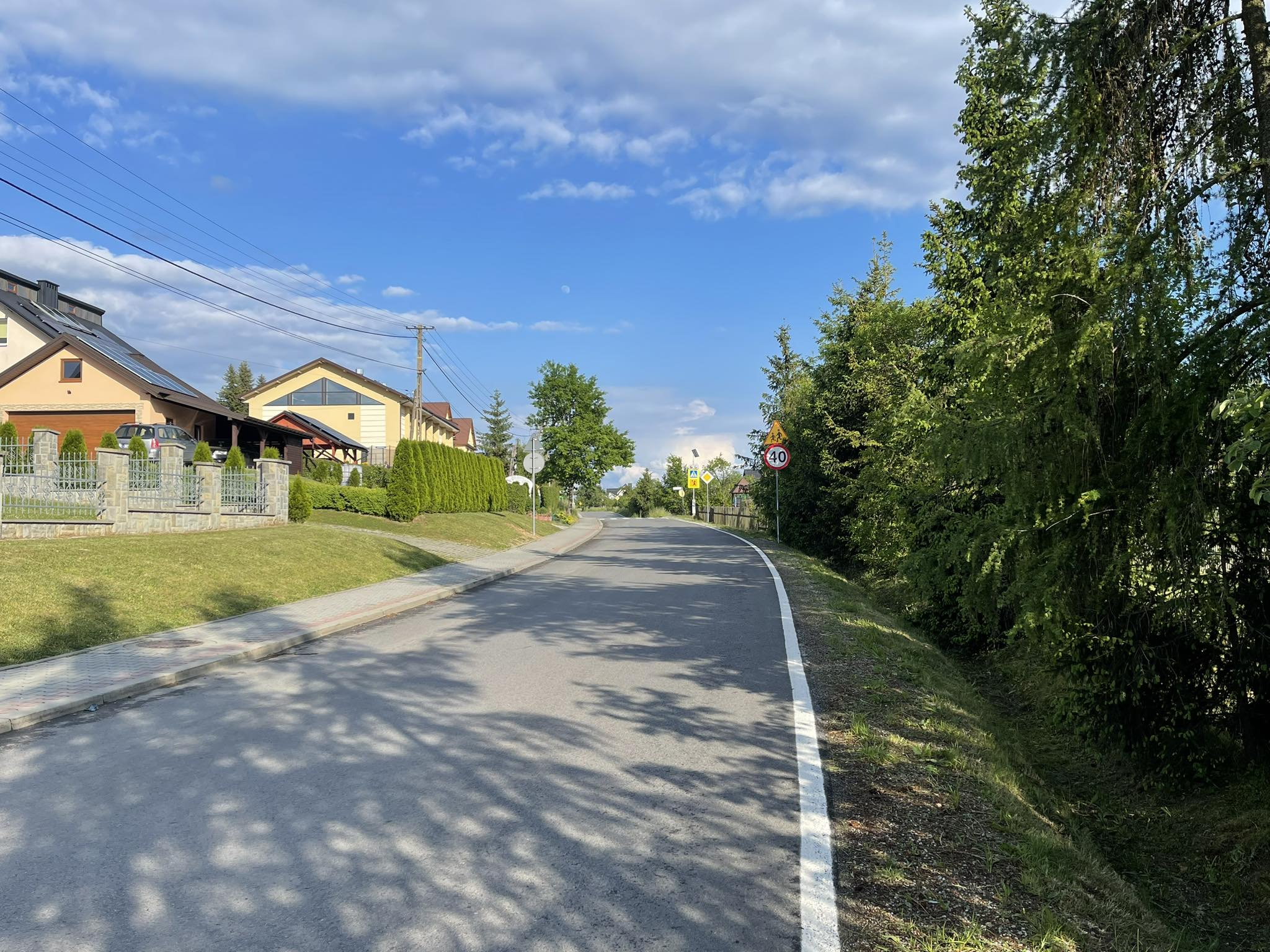
Centrum miejscowości
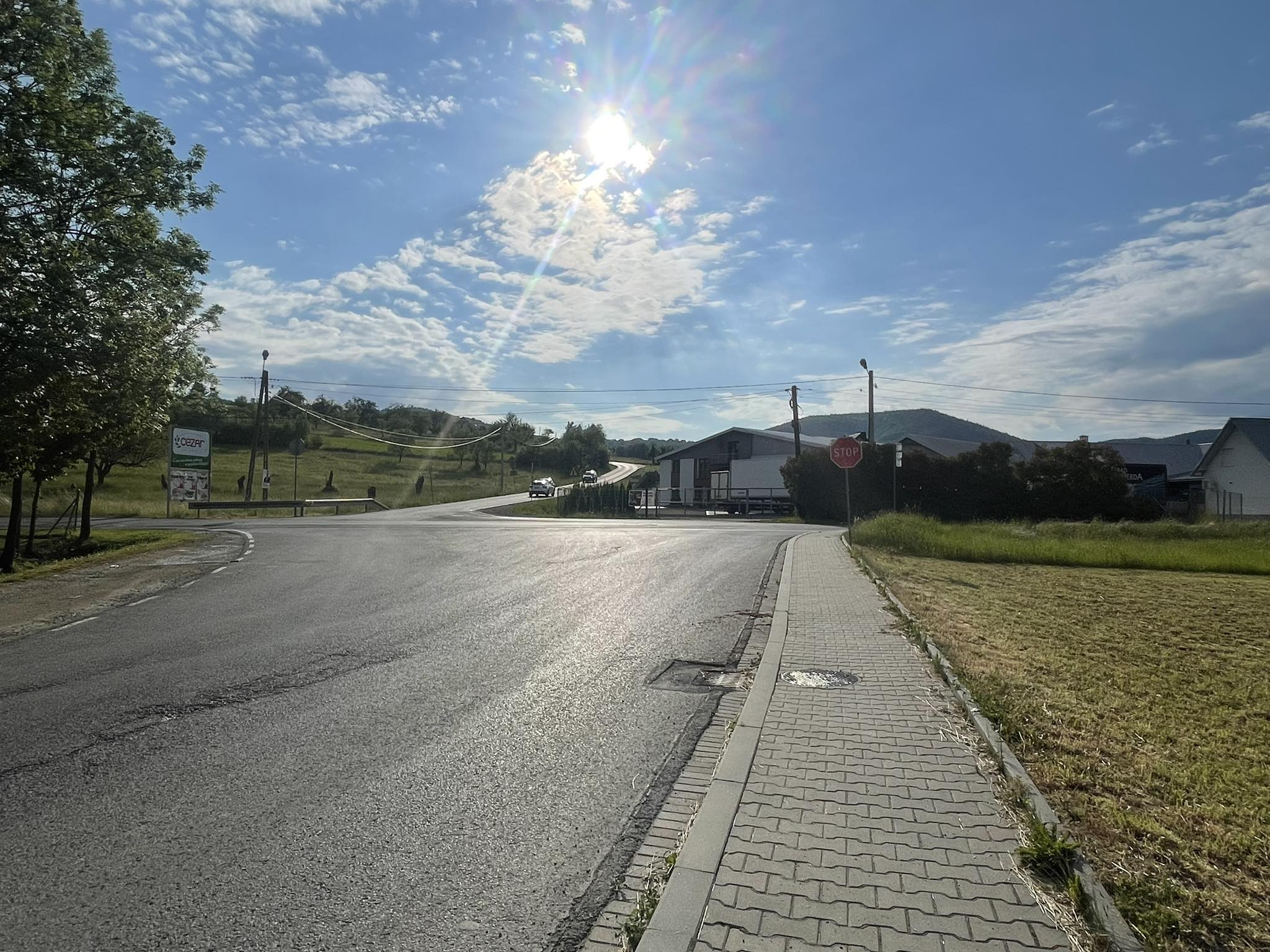
Skrzyżowanie dróg powiatowych nr 1545K oraz 1579K
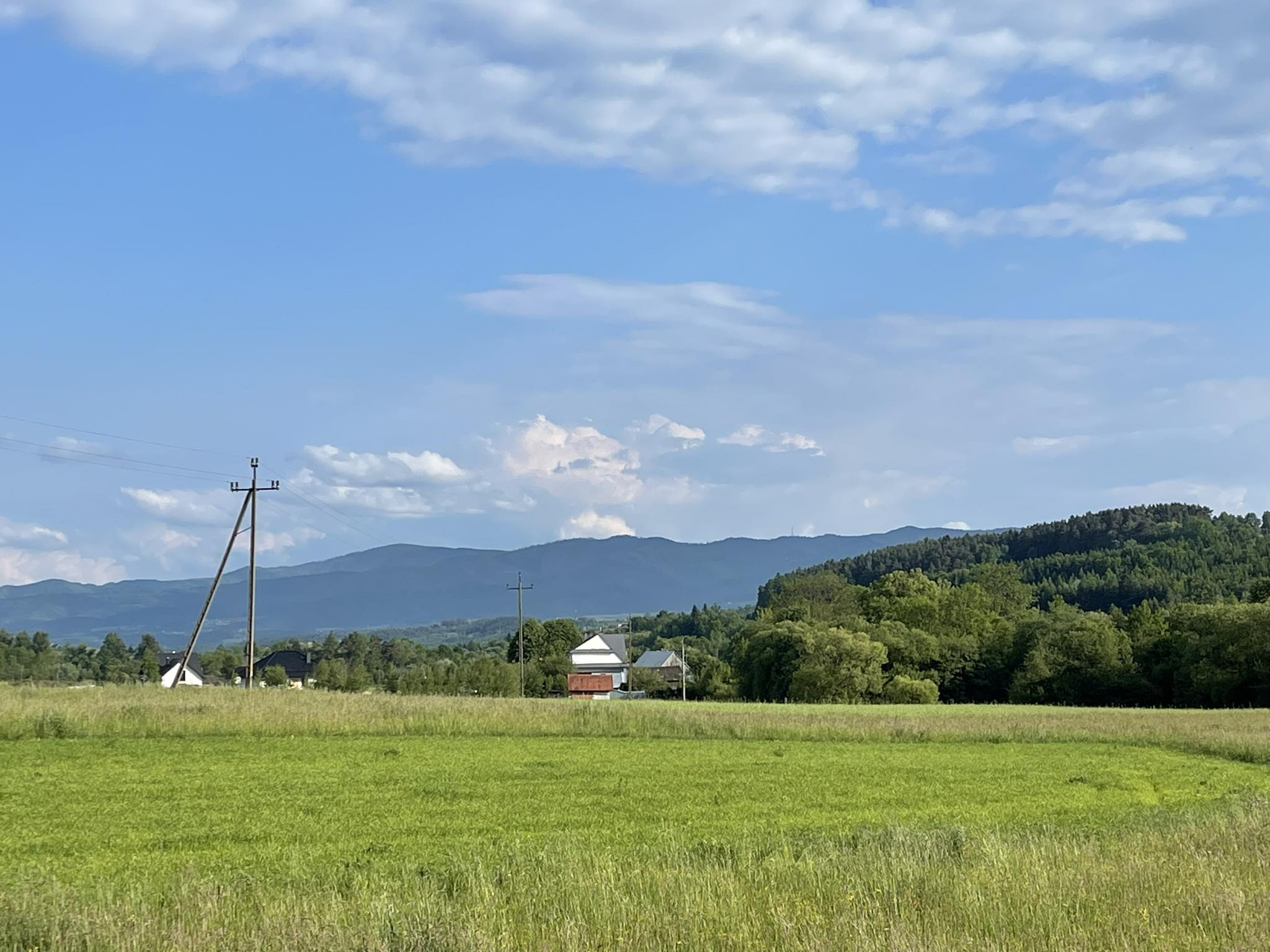
Widok na Przehybę ze Stronia